# 内閣大学士
内閣大学士（ないかくだいがくし、繁体字：內閣大學士、簡体字: 内阁大学士、拼音：Nèigé dàxuéshì、満洲語: ᡩᠣᡵᡤᡳ
ᠶᠠᠮᡠᠨ ‍ᡳ
ᠠᠯᡳ᠍ᡥᠠ
ᠪᡳ᠍ᡨ᠌ᡥᡝᡳ
ᡩᠠ　転写：dorgi yamun -i aliha bithei da）は、中国明朝および清朝に存在した官職。殿閣大学士とも呼称され、任官者は中堂という尊称を受けていた。
なお、日本と現代中華圏の内閣制度の呼称はここに由来する。

## 明朝
1380年に左丞相胡惟庸の失脚を機に宰相の役所であった中書省が廃止され、皇帝の親政を望んだ洪武帝は代わりに殿閣大学士を皇帝の秘書役、文華殿大学士を皇太子の教育係として設置させたほか、華蓋殿、武英殿、文淵閣、東閣の諸大学士を置いた。当初は単なる相談役で権限はあまりなく、官位も正五品と中堅官僚の待遇と同等に過ぎなかったが、永楽帝が内閣をつくり、翰林院出身者から大学士を選抜して入閣させるようになった。この時期にはまだ相談役とあまり変わらなかったが、その後の洪熙帝期には内閣大学士と尚書（大臣）が兼任されるようになり、公式な場での発言権を持つようになった。
さらに、宣徳帝期には、内閣大学士は票擬を行うようになる。票擬とは皇帝がすべての上奏文に対応するのは無理があるので、それほど重要ではない案件を内閣が検討し、それに対する皇帝の返答の草稿を内閣が作成することである。本来は皇帝がその草稿に目を通して修正するが、草稿がそのまま勅令になることが多く、実質上内閣が皇帝の権限の一部を代行することになり、極めて強い権限を持つようになった。特に、万暦帝のような政治を省みない皇帝のときは、ほとんど皇帝に代わり政治を行っていた。このころから内閣の筆頭閣臣である首輔が丞相に例えられるようになり、六部の上に立ち国政を行うとされ、古代の丞相に匹敵する大権を行使するようになった。
もっとも、洪武帝の祖法によって、丞相あるいはそれに準じる役職の設置は事実上タブーとなっていたため、内閣大学士が国政を主導する法的根拠を立てることはできなかった。その任免は皇帝の個人的意向によるところが大きく、皇帝の信任を失えばたちまち辞職に追い込まれるなど、政治的立場はかならずしも強くはなかった。むしろ、政治的立場においては宦官や佞倖（皇帝個人の側近）のそれに近いものにならざるを得なかった。そのため、宦官などの讒言で解任されたり処罰されたりする者や、それを恐れてひたすら皇帝の意向に追従する者もあった。

## 清朝
清にもこの制度は受け継がれ、制度もおおむね明朝のものを踏襲していたが、清朝初期は議政王大臣の会議が政治の実権を握っていたため、当初の内閣は単なる伝達機関に過ぎなかったが、後に明代のように政治の中枢としての機能を持つようになった。しかし雍正帝が軍機処を設立すると、皇帝の実権が強化され、諮問機関と位置づけられた軍機処は政治における中枢機関となった。それに伴い、内閣大学士も軍機処の最高責任者である軍機大臣を兼任することが多くなった。
この制度の中では、内閣が名目上官制の頂点とされたため、上奏文の名義や詔書の公布などは（実質的に軍機処が決裁するが）内閣が行うようになった。

## 主要官制（清朝）
- 大学士（ᠠᠯᡳ᠍ᡥᠠ
ᠪᡳ᠍ᡨ᠌ᡥᡝᡳ
ᡩᠠ, aliha bithei da）、満・漢それぞれ定員2名。正一品。
- 協辦大学士（ᠠᡳ᠌ᠰᡳ᠍ᠯᠠᠮᡝ
ᡳᠴᡳ᠍ᡥᡳᠶᠠᡵᠠ
ᠠᠯᡳ᠍ᡥᠠ
ᠪᡳ᠍ᡨ᠌ᡥᡝᡳ
ᡩᠠ, aisilame icihiyara aliha bithei da）、満・漢それぞれ定員1名。従一品。
- 学士（ᠠᠰᡥᠠᠨ ᡳ
ᠪᡳ᠍ᡨ᠌ᡥᡝᡳ
ᡩᠠ, ashan i bithei da）、満洲人6名、漢人4名。従二品。
- 侍読学士（ᠠᡩ᠋ᠠᡥᠠ
ᡥᡡᠯᠠᡵᠠ
ᠪᡳ᠍ᡨ᠌ᡥᡝᡳ
ᡩᠠ, adaha hūlara bithei da）、満洲人4名、蒙・漢それぞれ定員2名。従四品。
- 侍読（ᠠᡩ᠋ᠠᡥᠠ
ᡥᡡᠯᠠᡵᠠ
ᡥᠠᡶᠠᠨ, adaha hūlara hafan）、満洲人10名、蒙古・漢軍八旗・漢人それぞれ定員2名。正六品。
- 典籍（ᡩᠠᡢᠰᡝ
ᠪᠠᡵᡤᡳᠶᠠᡵᠠ
ᡥᠠᡶᠠᠨ, dangse bargiyara hafan）、満・漢・漢軍八旗それぞれ定員2名。正七品。
- 中書（ᡩᠣᡵᡤᡳ
ᠪᡳ᠍ᡨ᠌ᡥᡝᠰᡳ, dorgi bithesi）、満洲人70名、蒙古16名、漢軍八旗8名、漢人30名。正七品。
- 貼写中書、満洲人40名、蒙古6名。

## 明朝の内閣首輔
本項では、明朝の歴代の内閣首輔（大学士の筆頭にあたる者）の一覧を掲載する。
| 任期 | 姓名   | 任官            | 離任                     | 西暦            |
| ---- | ------ | --------------- | ------------------------ | --------------- |
| -    | 黄淮   | 建文4年8月進    | 11月降                   | 1402年          |
| 1    | 解縉   | 建文4年11月進   | 永楽5年2月罷             | 1402年 - 1407年 |
| 2    | 胡広   | 永楽5年2月進    | 16年5月卒                | 1407年 - 1418年 |
| 3    | 楊栄   | 永楽16年5月進   | 22年8月降                | 1418年 - 1424年 |
| 4    | 楊士奇 | 永楽22年8月進   | 正統9年3月卒             | 1424年 - 1444年 |
| 5    | 楊溥   | 正統9年3月進    | 11年7月卒                | 1444年 - 1446年 |
| 6    | 曹鼐   | 正統11年7月進   | 14年8月卒                | 1446年 - 1449年 |
| 7    | 陳循   | 正統14年8月進   | 天順元年正月罷           | 1449年 - 1457年 |
| -    | 高穀   | 天順元年正月代  | 2月致仕                  | 1457年          |
| 8    | 徐有貞 | 天順元年2月進   | 6月罷                    | 1457年          |
| 9    | 許彬   | 天順元年6月進   | 7月罷                    | 1457年          |
| 10   | 李賢   | 天順元年7月進   | 成化2年3月丁憂           | 1457年 - 1466年 |
| 11   | 陳文   | 成化2年3月進    | 5月降                    | 1466年          |
| 12   | 李賢   | 成化2年5月復    | 12月卒                   | 1466年          |
| 13   | 陳文   | 成化2年12月進   | 4年4月卒                 | 1466年 - 1468年 |
| 14   | 彭時   | 成化4年4月進    | 11年3月卒                | 1468年 - 1475年 |
| 15   | 商輅   | 成化11年3月進   | 13年6月致仕              | 1475年 - 1477年 |
| 16   | 万安   | 成化13年6月進   | 23年10月罷               | 1477年 - 1487年 |
| 17   | 劉吉   | 成化23年10月進  | 弘治5年8月致仕           | 1487年 - 1492年 |
| 18   | 徐溥   | 弘治5年8月進    | 11年7月致仕              | 1492年 - 1498年 |
| 19   | 劉健   | 弘治11年7月進   | 正徳元年10月致仕         | 1498年 - 1506年 |
| 20   | 李東陽 | 正徳元年10月進  | 7年12月致仕              | 1506年 - 1512年 |
| 21   | 楊廷和 | 正徳7年12月進   | 10年3月丁憂              | 1512年 - 1515年 |
| 22   | 梁儲   | 正徳10年3月進   | 12年11月降               | 1515年 - 1517年 |
| 23   | 楊廷和 | 正徳12年11月復  | 嘉靖3年2月致仕           | 1517年 - 1524年 |
| 24   | 蔣冕   | 嘉靖3年2月進    | 5月致仕                  | 1524年          |
| 25   | 毛紀   | 嘉靖3年5月進    | 7月致仕                  | 1524年          |
| 26   | 費宏   | 嘉靖3年7月進    | 5年5月降                 | 1524年 - 1526年 |
| 27   | 楊一清 | 嘉靖5年5月進    | 7月降                    | 1526年          |
| 28   | 費宏   | 嘉靖5年7月進    | 6年2月致仕               | 1526年 - 1527年 |
| 29   | 楊一清 | 嘉靖6年2月進    | 8年9月致仕               | 1527年 - 1529年 |
| 30   | 張璁   | 嘉靖8年9月進    | 10年2月易名孚敬、7月致仕 | 1529年 - 1531年 |
| 31   | 翟鑾   | 嘉靖10年7月進   | 10月降                   | 1531年          |
| 32   | 張孚敬 | 嘉靖10年10月復  | 11年8月致仕              | 1531年 - 1532年 |
| 33   | 方献夫 | 嘉靖11年8月進   | 12年4月降                | 1532年 - 1533年 |
| 34   | 張孚敬 | 嘉靖12年4月復   | 14年4月致仕              | 1533年 - 1535年 |
| 35   | 李時   | 嘉靖14年4月進   | 17年12月卒               | 1535年 - 1538年 |
| 36   | 夏言   | 嘉靖17年12月進  | 18年5月致仕              | 1538年 - 1539年 |
| -    | 顧鼎臣 | 嘉靖18年5月代   | 同月降                   | 1539年          |
| 37   | 夏言   | 嘉靖18年5月復   | 20年8月致仕              | 1539年 - 1541年 |
| 38   | 翟鑾   | 嘉靖20年8月進   | 10月降                   | 1541年          |
| 39   | 夏言   | 嘉靖20年10月復  | 21年7月罷                | 1541年 - 1542年 |
| 40   | 翟鑾   | 嘉靖21年7月進   | 23年8月罷                | 1542年 - 1544年 |
| 41   | 厳嵩   | 嘉靖23年8月進   | 24年12月降               | 1544年 - 1545年 |
| 42   | 夏言   | 嘉靖24年12月復  | 27年正月致仕             | 1545年 - 1548年 |
| 43   | 厳嵩   | 嘉靖27年正月進  | 41年5月罷                | 1548年 - 1562年 |
| 44   | 徐階   | 嘉靖41年5月進   | 隆慶2年7月致仕           | 1562年 - 1568年 |
| 45   | 李春芳 | 隆慶2年7月進    | 5年5月致仕               | 1568年 - 1571年 |
| 46   | 高拱   | 隆慶5年5月進    | 6年6月罷                 | 1571年 - 1572年 |
| 47   | 張居正 | 隆慶6年6月進    | 万暦10年6月卒            | 1572年 - 1582年 |
| 48   | 張四維 | 万暦10年6月進   | 11年4月丁憂              | 1582年 - 1583年 |
| 49   | 申時行 | 万暦11年4月進   | 19年9月致仕              | 1583年 - 1591年 |
| 50   | 王家屏 | 万暦19年9月進   | 20年3月致仕              | 1591年 - 1592年 |
| 51   | 趙志皋 | 万暦20年3月進   | 21年正月降               | 1592年 - 1593年 |
| 52   | 王錫爵 | 万暦21年正月進  | 22年5月致仕              | 1593年 - 1594年 |
| 53   | 趙志皋 | 万暦22年5月進   | 29年9月卒                | 1594年 - 1601年 |
| 54   | 沈一貫 | 万暦29年9月進   | 34年7月致仕              | 1601年 - 1606年 |
| 55   | 朱賡   | 万暦34年7月進   | 36年11月卒               | 1606年 - 1608年 |
| 56   | 李廷機 | 万暦36年11月進  | 40年9月致仕              | 1608年 - 1612年 |
| 57   | 葉向高 | 万暦40年9月進   | 42年8月致仕              | 1612年 - 1614年 |
| 58   | 方従哲 | 万暦42年8月進   | 泰昌元年12月致仕         | 1614年 - 1620年 |
| 59   | 劉一燝 | 泰昌元年12月進  | 天啓元年10月降           | 1620年 - 1621年 |
| 60   | 葉向高 | 天啓元年10月復  | 4年7月致仕               | 1621年 - 1624年 |
| 61   | 韓爌   | 天啓4年7月進    | 11月致仕                 | 1624年          |
| 62   | 朱国禎 | 天啓4年11月進   | 12月致仕                 | 1624年          |
| 63   | 顧秉謙 | 天啓4年12月進   | 6年9月致仕               | 1624年 - 1626年 |
| 64   | 黄立極 | 天啓6年9月進    | 7年11月致仕              | 1626年 - 1627年 |
| 65   | 施鳳来 | 天啓7年11月進   | 崇禎元年3月致仕          | 1627年 - 1628年 |
| 66   | 李国𣚴 | 崇禎元年3月進   | 5月致仕                  | 1628年          |
| 67   | 来宗道 | 崇禎元年5月進   | 6月致仕                  | 1628年          |
| 68   | 周道登 | 崇禎元年6月進   | 12月降                   | 1628年          |
| 69   | 韓爌   | 崇禎元年12月進  | 3年正月致仕              | 1628年 - 1630年 |
| 70   | 李標   | 崇禎3年正月進   | 3月致仕                  | 1630年          |
| 71   | 成基命 | 崇禎3年3月進    | 9月致仕                  | 1630年          |
| 72   | 周延儒 | 崇禎3年9月進    | 6年6月罷                 | 1630年 - 1633年 |
| 73   | 温体仁 | 崇禎6年6月進    | 10年6月致仕              | 1633年 - 1637年 |
| 74   | 張至発 | 崇禎10年6月進   | 11年4月罷                | 1637年 - 1638年 |
| 75   | 孔貞運 | 崇禎11年4月進   | 6月罷                    | 1638年          |
| 76   | 劉宇亮 | 崇禎11年6月進   | 12年2月罷                | 1638年 - 1639年 |
| 77   | 薛国観 | 崇禎12年2月進   | 13年6月致仕              | 1639年 - 1640年 |
| 78   | 范復粋 | 崇禎13年6月進   | 14年5月罷                | 1640年 - 1641年 |
| -    | 張四知 | 崇禎14年5月代   | 9月降                    | 1641年          |
| 79   | 周延儒 | 崇禎14年9月進   | 16年5月罷                | 1641年 - 1643年 |
| 80   | 陳演   | 崇禎16年5月進   | 17年2月罷                | 1643年 - 1644年 |
| -    | 蔣徳璟 | 崇禎17年2月代   | 3月罷                    | 1644年          |
| 81   | 魏藻徳 | 崇禎17年3月進   | 本月卒                   | 1644年          |
| -    | 李建泰 | 崇禎17年3月代   | 5月罷                    | 1644年          |
| 弘1  | 史可法 | 崇禎17年5月進   | 8月出                    | 1644年          |
| 弘2  | 高弘図 | 崇禎17年8月進   | 10月罷                   | 1644年          |
| 弘3  | 馬士英 | 崇禎17年10月進  | 弘光元年閏6月罷          | 1644年 - 1645年 |
| 弘4  | 黄道周 | 弘光元年閏6月進 | 隆武元年7月出            | 1645年          |
| 隆1  | 路振飛 | 隆武元年7月進   | 2年10月降                | 1645年 - 1646年 |
| 隆2  | 丁魁楚 | 隆武2年10月進   | 永暦元年正月畔           | 1646年 - 1647年 |
| -    | 瞿式耜 | 永暦元年正月代  | 2月降                    | 1647年          |
| 永1  | 呉炳   | 永暦元年2月進   | 8月卒                    | 1647年          |
| -    | 瞿式耜 | 永暦元年8月代   | 9月降                    | 1647年          |
| 永2  | 厳起恒 | 永暦元年9月進   | 3年正月降                | 1647年 - 1649年 |
| 永3  | 黄士俊 | 永暦3年正月進   | 4年正月罷                | 1649年 - 1650年 |
| 永4  | 厳起恒 | 永暦4年正月進   | 4月罷                    | 1650年          |
| 永5  | 文安之 | 永暦4年4月進    | 5年2月出                 | 1650年 - 1651年 |
| 永6  | 呉貞毓 | 永暦5年2月進    | 8年3月卒                 | 1651年 - 1654年 |
| 永7  | 丁継善 | 永暦8年4月進    | 14年罷                   | 1654年 - 1660年 |
| 永8  | 馬吉翔 | 永暦14年進      | 15年7月卒                | 1660年 - 1661年 |
| 永9  | 張煌言 | 永暦15年7月代   | 18年9月卒                | 1661年 - 1664年 |
| 弘5  | 方逢年 | 弘光元年閏6月進 | 監国魯元年6月畔          | 1645年 - 1646年 |
| 監1  | 熊汝霖 | 監国魯2年10月進 | 3年正月卒                | 1647年 - 1648年 |
| 監2  | 馬思理 | 監国魯3年正月進 | 10月卒                   | 1648年          |
| 監3  | 張肯堂 | 監国魯4年10月進 | 6年9月卒                 | 1649年 - 1651年 |
| 監4  | 沈宸荃 | 監国魯6年9月代  | 7年正月卒                | 1651年 - 1652年 |